# アラン・ウィルソン
アラン・チャールズ・ウィルソン（Dr Allan Charles Wilson, 1934年10月18日 - 1991年7月21日）は、ニュージーランド出身の生物学者、分子生物学者。
ニュージーランド・ナルアワヒア（Ngaruawahia）生まれ。オークランドのキングス・カレッジでは数学と化学で優秀な成績を修める。オタゴ大学へ進学し、分子生物学専攻を勧められる。奨学金を得て、アメリカ合衆国カリフォルニア大学バークレー校博士課程へ進学し1961年にPh.D.を取得。当初、ニュージーランドにいるウィルソンの家族は、2年程度の留学だと思っていたが、ウィルソン自身はその後35年間をUCバークレーで過ごす事になる。
1967年に、ヴィンセント・サリッチと分子時計を発明し、ヒトとチンパンジーの分岐を400万年前から500万年前と推定した。1986年王立協会フェロー選出。1987年にマーク・ストーンキング、レベッカ・キャンらと共に、すべての現代人は15万年前から20万年前にアフリカにいた一人の女性を子孫とするミトコンドリア・イブ説（または、イブ仮説）を発表した。
カリフォルニア大学バークレー校教授の1991年に白血病で死去。